# Freeze frame
Een freeze frame of freeze is een stilstaand beeld in een film of video. In ruimere zin vallen ook statische scènes in toneeluitvoeringen eronder.
In een film kan een freeze gemaakt worden door meerdere exemplaren van hetzelfde bronframe af te drukken. Bij video wordt hiervoor een frame gedurende enige tijd opgenomen. Dit levert een statische opname op, die lijkt op een foto of 'still'.
Bij toneelspel duidt de term op een techniek waarbij acteurs stilvallen. Dit kan bij het repeteren gedaan worden om een scène te verbeteren, maar ook in de uitvoering, om een belangrijk moment te benadrukken. Ook in films en video's wordt deze techniek gebruikt om freeze shots te maken.

## Geluid
Gesproken woord, een voice-over en geluidseffecten kunnen het effect versterken, bijvoorbeeld wanneer een of meer personages hun persoonlijke gedachten over de situatie vertellen. Een dramatisch effect kan ook ontstaan als de gebeurtenissen verder gaan, terwijl sommige of alle acteurs stilvallen. In Police Squad!, een Amerikaanse komische televisieserie uit 1982, werd elke aflevering op die manier afgesloten voor een komisch effect, waarbij op de achtergrond bijvoorbeeld een arrestant ontsnapte of een koffiezetapparaat luidruchtig rochelde. Deze running gag was een parodie op politieseries uit de jaren zeventig en op de zware lading die een freeze kan hebben.